# Dionisio Aguado
Dionisio Aguado, född 8 april 1784 i Madrid, död 20 december 1849 i Madrid, var en spansk kompositör och gitarrist.
År 1825 reste Aguado till Paris, där han träffade Fernando Sor. De två blev goda vänner, vilket senare avspeglade sig i Sors "Les Deux Amis" ("De två vännerna"); den ena gitarrstämman är märkt "Sor" och den andra "Aguado". I Paris gav Aguado ut sin Methode Complète de Guitarre.
Aguado återvände 1837 till Madrid, där han dog 65 år gammal.

## Album
- Duo Imbesi Zangarà, Tocando en Dos  works by Julian Arcas, Francisco Tarrega, Dionisio Aguado, performed by Carmelo Imbesi e Carmen Zangarà, Classical Music 3.0, 2022